# Multipel kemisk känslighet
Multipel kemisk känslighet, även multipel kemisk överkänslighet (från engelskans multiple chemical sensitivity, MCS) är en benämning på symptom som drabbade personer upplever uppstår i kontakt med olika kemiska substanser. Symtomen som ofta anges vid ”multiple chemical sensitivity” (MCS) är ospecifika, härrör från flera organsystem och kan förekomma i samband med många olika tillstånd och någon överkänslighet i medicinsk mening föreligger inte. MCS saknar en specifik diagnoskod i ICD-10. För detta behövs enligt Socialstyrelsen "en rimlig samstämmighet i synen på tillståndets medicinska karaktär. En sådan konsensus föreligger inte i dagsläget". Socialstyrelsen föreslår därför att MCS-symtom lämpligen kodas enligt ICD-10 med "R68.8 - Andra specificerade generella symtom och sjukdomstecken". MCS har sedan tidigare diagnoskod i Danmark, Tyskland, Österrike och Italien. EU har uppmanat sina medlemsstater att ta upp MCS i sina ICD-kodförteckningar. 
MCS är ett tillstånd med många sjukdomssymtom, vilka inom miljömedicinen antas bero på att benägna personer utsatts för mögel eller kemiska gifter i låga doser under längre tid, eller i stora mängder vid enstaka tillfälle. Både termen och konceptet är kritiserat: Vissa kliniska tester har t.ex. visat att människor som lider av MCS inte reagerar på kemikalier som hävdas utlösa deras symptom om dessas lukt maskeras, och i blindtester reagerar likadant på placebo (möjligtvis därför att s.k. senare reaktioner vid MCS är okända för många) , samtidigt som samband mellan MCS och besvär såsom panikångest, depression, kemofobi, och ibland även vanliga allergier har påvisats. Vissa forskare anser därför att MCS har psykologiska och inte kemiska orsaker. MCS är inte upptagen på WHO:s lista över sjukdomar
Dock har en forskare på MCS vid Umeå universitet, Linus Andersson, vid hjärnscanning kunnat visa på avvikelser hos MCS-patienter vid exponeringar. Europaparlamentet har erkänt MCS som sjukdomstillstånd och föreslår att WHO bör ta med MCS i sin kommande klassifikation ICD-11. Enligt professor Steven Nordin finns etablerade diagnoskriterier för MCS, som inkluderar att tillståndet är kroniskt, att symtomen är reproducerbara, att symtomen uppstår vid låga nivåer av exponering, att symtomen avtar eller försvinner då exponeringen avlägsnas, att responser uppstår för flera kemiskt orelaterade ämnen samt att symtomen rör flera organsystem. Steven Nordin som forskar på MCS vid Umeå universitet har skrivit "Klargörande kring kemisk intolerans" eftersom kunskapen om kemisk intolerans är tämligen begränsad bland professioner som berörs av detta sjukdomstillstånd.  
Vanliga källor till tillståndet är tobaksrök, lösningsmedel, färg, syntetiska material, petroleumprodukter, parfymerade produkter etc. Symtomen är ofta yrsel, illamående, hjärtklappning och annan hjärtpåverkan, kognitiva besvär som koncentrationssvårigheter, tillfällig siffer- eller bokstavsdyslexi, "hjärndimma", humörsvängningar, svullnad i kroppens slemhinnor, led- och muskelpåverkan, irritation i ögon och luftvägar, slem i halsen, hosta, nästäppa, hudutslag och feber m.m..[källa behövs]. 
Kemisk överkänslighet är inte detsamma som parfymallergi, vilken är en kontaktallergi som uppstår när en allergisk person utsätts för en allergen på sin hud. Vid kemisk överkänslighet kommer reaktionen vanligen när den drabbade blott befinner sig i närheten av toxiner i t.ex. mögel eller syntetisk parfym. Då det inte är en allergi, så finns i dagsläget ingen medicinering[källa behövs]. 
I Sverige finns ett riksförbund för mögel- och kemikalieskadade vid namn MCS Sweden.

## Historia
Beteckningen "multiple chemical sensitivity" har funnits i Nordamerika sedan åtminstone 1995.  Fenomenet har dock ansetts ha likheter med den i Sverige under åren 1990-2000 vanligare Sick Building Syndrome, "sjuka hus"-syndromet, där besvären inte attribuerats till en specifik lukt, utan i stället till vistelse i en viss lokal eller byggnad.
I USA har MCS även betecknats på andra sätt, toxic injury (TI), chemical sensitivity (CS), chemical injury syndrome (CI), 20th century syndrome, environmental illness (EI), sick building syndrome (SBS), idiopathic environmental intolerance (IEI) och toxicant-induced loss of tolerance (TILT). I en avhandling från Umeå Universitet 2012 har termen Chemical Intolerance, "kemisk intolerans" använts. 
MCS har, liksom övriga fenomen av liknande slag, varit mycket omstritt. Inom psykiatrin har tillståndet ibland betecknats som "somatiseringssyndrom". 10 - 30 % av befolkningen drabbas av någon form av känslighet för kemiska ämnen.